# Marc Pecsteen de Buytswerve
Jhr. Marc Pecsteen de Buytswerve (Ukkel, 22 mei 1961) is een voormalig Belgisch diplomaat.

## Biografie
Marc Pecsteen de Buytswerve studeerde aan de Université catholique de Louvain en haalde zijn licentiaat in de rechten en in de politieke wetenschappen. In 1989 trad hij in dienst van het ministerie van Buitenlandse Zaken. Tussen 1991 en 1998 werkte hij als attaché en eerste secretaris op de Belgische ambassades in Buenos Aires, Islamabad en Wenen. Van 1999 tot 2002 werkte hij op het departement Verenigde Naties van Buitenlandse Zaken.
In 2002 werd hij de raadgever bij de permanente vertegenwoordiging bij de Verenigde Naties. Van 2002 tot 2009 was hij consul-generaal in Shanghai. Terug in Brussel werd hij adjunct-kabinetschef van staatssecretaris voor Europese Zaken Olivier Chastel (MR).
Van 2011 tot 2014 was hij ambassadeur in Kigali. In oktober 2014 werd hij kabinetschef van vicepremier minister van Buitenlandse Zaken Didier Reynders (MR).
In 2016 werd Pecsteen de permanente vertegenwoordiger bij de Verenigde Naties in New York. In 2019 en 2020 vertegenwoordigde hij België in de Veiligheidsraad van de Verenigde Naties. In 2020 werd hij de permanente vertegenwoordiger bij de Verenigde Naties in Genève en andere internationale organisaties in Genève.

### Familie
Pecsteen is een lid van de familie Pecsteen en een zoon van cineast en conferencier jhr. Yves Pecsteen de Buytswerve (1919-1991) en jkvr. Moyra Donny (1926). Hij trouwde in 1987 met jkvr. Cathleen de Kerchove d'Exaerde (1964), telg uit het geslacht De Kerchove d'Exaerde, met wie hij drie kinderen kreeg.